# Explotación de Ferrocarriles por el Estado
La Explotación de Ferrocarriles por el Estado (EFE) fue un organismo público español, dependiente del Ministerio de Obras Públicas, que estaba encargado de asumir la gestión de líneas de ferrocarril que habían pasado a control del Estado. En 1965 fue renombrada como Ferrocarriles de Vía Estrecha (FEVE), dedicándose exclusivamente a los ferrocarriles de vía estrecha.

## Historia
El organismo fue creado en julio de 1926, encargado de la administración de líneas ferroviarias construidas por el Estado o que habían quedado abandonadas por sus anteriores propietarios. Dependía del Ministerio de Obras Públicas. En un inicio la Explotación de Ferrocarriles por el Estado explotaba líneas de ancho ibérico o de vía estrecha. En 1928 algunos de los ferrocarriles que gestionaba, como las líneas Ferrol-Betanzos o Ávila-Salamanca, fueron transferidos a la Compañía Nacional de los Ferrocarriles del Oeste. Tras el final de la Guerra Civil se produjo la creación, en 1941, de la Red Nacional de los Ferrocarriles Españoles (RENFE). Esta nueva empresa de carácter estatal quedó a cargo de todas las líneas de ancho ibérico, lo que hizo que EFE viera limitado su ámbito de actuación a las líneas de vía estrecha. No obstante, en el contexto de la inmediata posguerra, la Explotación de Ferrocarriles por el Estado pasó a controlar y hacerse cargo de varias líneas deficitarias.
Con la llegada de la década de los 60, numerosas compañías de ferrocarriles de vía estrecha entraron en quiebra y desaparecieron, debiendo ser administradas sus líneas por EFE. Debido a la gran cantidad de líneas que se vio obligada a gestionar en tan poco tiempo, para agilizar dicha administración se formalizó la creación el 23 de septiembre de 1965 de un organismo autónomo que cambió de nombre, transformándose en Ferrocarriles de Vía Estrecha (FEVE).

## Líneas explotadas por EFE
| Línea                                        | Ancho de vía | Adquisición              | Clausura                | Notas                       |
| Ferrocarril Alicante-Denia                   | 1000 mm      | 1 de agosto de 1964      | —                       | Transferido a FEVE (1965).  |
| Ferrocarril Amorebieta-Bermeo                | 1000 mm      | 31 de marzo de 1932      | —                       | Transferido a FEVE (1965).  |
| Ferrocarril Astillero-Ontaneda               | 1000 mm      | 15 de noviembre de 1961  | —                       | Transferido a FEVE (1965).  |
| Ferrocarril Ávila-Salamanca                  | 1672 mm      | (1926)                   | —                       | Transferido a Oeste (1928). |
| Ferrocarril del Bajo Ampurdán                | 750 mm       | 24 de junio de 1942      | 1 de marzo de 1956      |                             |
| Ferrocarril Betanzos-El Ferrol               | 1672 mm      | (1926)                   | —                       | Transferido a Oeste (1928). |
| Ferrocarril de Buitrón a San Juan del Puerto | 1067 mm      | 1 de enero de 1942       | —                       | Transferido a FEVE (1965).  |
| Ferrocarril Calahorra-Arnedillo              | 1000 mm      | 6 de mayo de 1938        | —                       | Transferido a FEVE (1965).  |
| Ferrocarril Carcagente-Denia                 | 1000 mm      | 30 de diciembre de 1941  | —                       | Transferido a FEVE (1965).  |
| Ferrocarril Cartagena-Los Blancos            | 1067 mm      | 1 de abril de 1931       | —                       | Transferido a FEVE (1965).  |
| Ferrocarril de Ceuta a Tetuán                | 1000 mm      | 1938                     | c. 1956-1958            |                             |
| Ferrocarril de Fuencarral a Colmenar Viejo   | 1440 mm      | 3 de abril de 1941       | 30 de junio de 1955     |                             |
| Ferrocarril Gibraleón-Ayamonte               | 1672 mm      | 26 de julio de 1926      | —                       | Transferido a RENFE (1941). |
| Tranvía de Granada a Sierra Nevada           | 750 mm       | 3 de agosto de 1931      | —                       | Transferido a FEVE (1965).  |
| Ferrocarril Linares-Baeza-Úbeda              | 1000 mm      | 2 de mayo de 1936        | 1 de septiembre de 1963 |                             |
| Ferrocarril Madrid-Almorox                   | 1000 mm      | 1 de febrero de 1930     | —                       | Transferido a FEVE (1965).  |
| Ferrocarril Málaga-Fuengirola                | 1000 mm      | 16 de septiembre de 1934 | —                       | Transferido a FEVE (1965).  |
| Ferrocarriles de Mallorca                    | 914 mm       | 1 de agosto de 1951      | —                       | Transferido a FEVE (1965).  |
| Ferrocarril Murcia-Mula-Caravaca             | 1672 mm      | 29 de mayo de 1933       | —                       | Transferido a RENFE (1941). |
| Ferrocarril Onda-Grao de Castellón           | 750 mm       | 5 de septiembre de 1931  | 1 de septiembre de 1963 |                             |
| Ferrocarril de Peñarroya a Puertollano       | 1000 mm      | 31 de enero de 1956      | —                       | Transferido a FEVE (1965).  |
| Ferrocarril Ripoll-Puigcerdá                 | 1672 mm      | (1926)                   | —                       | Transferido a RENFE (1941). |
| Ferrocarril Tudela-Tarazona                  | 1000 mm      | 30 de diciembre de 1941  | 1951                    | Transferido a RENFE (1952). |
| Ferrocarril de San Feliu de Guíxols a Gerona | 750 mm       | 1963                     | —                       | Transferido a FEVE (1965).  |
| Ferrocarril de Santander a Bilbao            | 1000 mm      | 1 de agosto de 1962      | —                       | Transferido a FEVE (1965).  |
| Ferrocarril de Sevilla a Alcalá y Carmona    | 1672 mm      | 7 de abril de 1930       | —                       | Transferido a RENFE (1941). |
| Ferrocarril del Val de Zafán                 | 1672 mm      | (1926)                   | —                       | Transferido a RENFE (1941). |
| Ferrocarril Valdepeñas-Puertollano           | 750 mm       | 1932                     | 1 de septiembre de 1963 |                             |
| Ferrocarril Villarreal-Grao de Burriana      | 750 mm       | 5 de septiembre de 1931  | 1 de septiembre de 1963 |                             |